# Phú Lộc, thị xã Tân Châu
Phú Lộc là một xã cũ thuộc thị xã Tân Châu, tỉnh An Giang, Việt Nam.

## Địa lý
Xã Phú Lộc nằm ở phía bắc thị xã Tân Châu, có vị trí địa lý:
- Phía đông giáp các xã Vĩnh Xương và Vĩnh Hòa
- Phía tây giáp huyện An Phú
- Phía nam giáp xã Tân Thạnh
- Phía bắc giáp Campuchia.

Xã có diện tích 14,99 km², dân số năm 2019 là 3.878 người, mật độ dân số đạt 258 người/km².

## Hành chính
Xã Phú Lộc được chia thành 3 ấp: Phú Bình, Phú Quí và Phú Yên.

## Lịch sử
Ngày 25 tháng 4 năm 1979, Hội đồng Chính phủ ban hành Quyết định 181-CP. Theo đó, thành lập xã Phú Lộc trên sơ sở điều chỉnh một phần diện tích tự nhiên và quy mô dân số của các xã Phú Hữu, Vĩnh Lộc, Vĩnh Hòa, Vĩnh Xương (một phần các xã này nằm trong vùng kinh tế mới Kinh Năm). Khi mới thành lập, xã thuộc huyện Phú Châu.
Ngày 13 tháng 11 năm 1991, huyện Phú Châu được chia lại thành hai huyện An Phú và Tân Châu, xã Phú Lộc thuộc huyện Tân Châu.
Ngày 24 tháng 8 năm 2009, Chính phủ ban hành Nghị quyết số 40/NQ-CP. Theo đó:
- Điều chỉnh 347 ha diện tích tự nhiên và 1.062 người của xã Phú Lộc về xã Phú Hữu, huyện An Phú quản lý
- Điều chỉnh 513 ha diện tích tự nhiên và 1.415 người của xã Phú Lộc về xã Vĩnh Lộc, huyện An Phú quản lý
- Chuyển huyện Tân Châu thành thị xã Tân Châu.

Sau khi điều chỉnh, xã Phú Lộc còn lại 1.473 ha diện tích tự nhiên và 4.312 người.